# SETT
S.E.T.T. is een tafeltennisvereniging in Den Haag. Sinds 1949 wordt er gespeeld in de gymzalen van het Aloysius College in de Haagse wijk Benoordenhout. S.E.T.T. staat voor Snel En Tactisch Tafeltennis.

## S.E.T.T. nu
SETT heeft zich de afgelopen zestig jaar ontwikkeld van een vereniging met een enkel juniorenteam in de competitie van de katholieke tafeltennisbond tot een open vereniging die jong en oud de gelegenheid biedt om zowel op competitief als op recreatief niveau te tafeltennissen. S.E.T.T. is een vereniging van rond de 30 leden. Jaarlijks worden verschillende interne toernooien gespeeld, waaronder het openingstoernooi, de clubkampioenschappen en het handicaptoernooi. Gedurende het gehele jaar wordt er ook een laddercompetitie gehouden. Daarnaast wordt er ook gespeeld in de competitie van de NTTB.

## Geschiedenis
In 1949 wordt door de paters Jezuïeten de tafeltennisvereniging S.E.T.T. opgericht. De ergste naoorlogse ellende was achter de rug en er was tijd voor wat sport en plezier, maar wel in de traditie van de paters die destijds op het AC regeerden. SETT stond derhalve niet alleen voor “Snel En Tactisch Tafeltennis”, maar ook voor “Studeren En Toch... Tafeltennissen”. Langzaamaan ontwikkelde SETT zich tot een volwaardige tafeltennisvereniging. In de beginjaren wordt er nog alleen op zaterdagmiddag na school getafeltennist in het SOHO. Vanaf 1955 mag er gebruikgemaakt worden van de oude (kleine) gymzaal, waar vanaf 1957 ook op doordeweekse avonden seniorcompetitie gespeeld wordt. Het (voorlopige) sportieve hoogtepunt wordt in de periode rond 1960 bereikt: in 1958 komt voor het eerst een SETT-lid uit voor het nationale team en in 1962 wordt zelfs het landskampioenschap junioren binnengehaald.
In 1968 blijkt de Mammoetwet wel degelijk zijn goede kanten te hebben, want enkele jaren later doen de eerste vrouwen hun intrede op het Aloysius College en logischerwijs ook op de vereniging. Mede hierdoor groeit SETT in het begin van de jaren zeventig uit tot een grote vereniging van bijna 100 leden. Ook sportief gezien worden weer grote successen behaald. In 1976 speelt het eerste herenteam in de landelijke competitie en in hetzelfde jaar is SETT vertegenwoordigd in de nationale juniorentop, waarin de beste 16 junioren van Nederland spelen.
In de jaren tachtig en negentig loopt het aantal leden gestaag terug. Toch worden er in deze periode mooie nieuwe tradities in het leven geroepen, waaronder het jaarlijkse Taptoe-toernooi. Ieder jaar spelen in de kerstvakantie tientallen kinderen van basisscholen in de buurt een door SETT georganiseerd toernooi. Uit deze toernooien komen nieuwe talenten voort, wat wel blijkt uit de vele jeugdkampioenschappen die in de jaren negentig worden binnen gesleept. Na de eeuwwisseling stabiliseert het aantal leden zich en wordt de club door een kleine, hechte groep leden gedragen. De laatste jaren groeit het aantal leden weer gestaag.

## Erelijst
- Landskampioen jongens 1962